# Mike Sinclair
Michael John „Mike“ Sinclair (* 13. Oktober 1938 in Grimsby; † 12. Mai 2017 ebenda) war ein englischer Fußballspieler.

## Karriere
Sinclair kam im Mai 1954 als Amateur zu Grimsby Town und spielte zunächst für die Reserveteams, 1957 erhielt er einen Profivertrag. Nachdem er in der Saison 1957/58 21 Tore für die Reservemannschaft in der Midland League erzielt hatte, erhielt er für das letzte Saisonspiel in der Second Division gegen Bristol City den Vorzug gegenüber Tommy Briggs und erzielte einen Treffer beim 3:2-Sieg im heimischen Blundell Park. Dennoch blieben Einsätze für den Mittelstürmer in der Folgezeit rar, nach dem zwischenzeitlichen Abstieg in die Third Division bestritt er im Oktober 1959 (drei Spiele) und September 1960 (zwei Spiele) nochmals einige Ligapartien, blieb dabei aber ohne Torerfolg. Durch das Ableisten seines Militärdienst von 1960 bis 1962 wurde seine Laufbahn schließlich unterbrochen und Sinclair wurde im Royal Corps of Signals in Nordirland eingesetzt. Von Grimsby erhielt er daraufhin die Freigabe und spielte für den Ards FC im nordirischen Fußball.
Während seiner Armeezeit wurde er Meister der British Army über die 200-Meter-Sprintstrecke. Nach seiner Entlassung aus dem Militärdienst war er sowohl als Fußballer als auch im Cricket bei Ross Sports aktiv.
Sinclair, der zwei Mal verheiratet war und aus erster Ehe vier Kinder hatte, wohnte zunächst in Cleethorpes und später in Humberston, in unmittelbarer Nähe zu Grimsby. Seinen Lebensunterhalt verdiente er – nach einer Ausbildung bei S.P. Commercials im Hafen von Grimsby – beim Lebensmittelkonzern Ross Group. Sinclair erlag 78-jährig im Mai 2017 einem Lungenkrebsleiden im Diana, Princess of Wales Hospital in Grimsby.